# Neal Hefti
Neal Hefti (Hastings, Nebraska, 29 d'octubre de 1922 - Toluca Lake, Califòrnia, 11 d'octubre de 2008) fou un trompetista, pianista, arranjador musical i compositor estatunidenc de jazz, conegut especialment pels seus treballs per a la big band de Count Basie.
Va començar tocant, com a trompetista, en orquestres de rumba cubana a Cuba. Després va tornar als Estats Units i es va incorporar a les big band de Charlie Barnet, Harry James i Earl Hines. Enrolat en l'orquestra de Woody Herman des de 1944, va obtenir diversos èxits com a compositor i arranjador, per la qual cosa va ser reclutat per Norman Granz per a un projecte amb Charlie Parker (1948).
Després va començar la seva llarga col·laboració com a arranjador i compositor de la big band de Count Basie, amb qui va col·laborar durant trenta anys. Alguns dels temes que va compondre per a Basie s'han convertit en estàndards de jazz reconeguts, com és el cas de Lil 'Darlin, Why not, Cute, Lolly Pop, entre d'altres. Un cop acabada la seva relació amb Basie, s'instal·là a Califòrnia i treballà component bandes sonores per al cinema i la televisió. Entre les seves bandes sonores, destaca la de Harlow (1965), per la qual va rebre dos nominacions Grammy per la cançó Girl Talk, així com la de la sèrie de TV Batman, que també va aconseguir tres nominacions. També va treballar com a director musical en el xou de Frank Sinatra.

## Discografia
Àlbums
- Swingin' On Coral Reef - Coral CRL-56083 (1953)
- The Band With Young Ideas
- Concert Miniatures - VIK LX-1092 (1957)
- Hefti, Hot and Hearty
- Hefti in Gotham City - RCA Victor LSP-3621 (stereo) LPM-3621 (mono) (1966)
- Mr and Mrs Music
- Neal Hefti's Singing Instrumentals - Epic LG 1013 (1955)
- Hollywood Songbook
- Jazz Pops - Reprise Records 6039 (1962)
- Light and Right - Columbia CL-1516 (mono) CS-8316 (stereo) (1960)
- Li'l Darlin - 20th Century Fox Records TFS 41399 (1966)
- Music USA
- Pardon my Doo-Wah
- Presenting Neal Hefti and His Orchestra
- A Salute to the Instruments
- Definitely Hefti! - United Artists Records UAS 6573

Bandes sonores
- 1964: Sex and the Single Girl
- 1965: Boeing Boeing
- 1965: Com matar la pròpia dona
- 1965: Harlow
- 1965: Synanon
- 1966: Lord Love a Duck
- 1966: Duel a Diablo
- 1967: Oh Dad, Poor Dad, Mama's Hung You in the Closet and I'm Feelin' So Sad
- 1967: Barefoot in the Park
- 1968: The Odd Couple
- 1968: P. J.
- 1976: Won Ton Ton, the Dog Who Saved Hollywood